# Hans Harbeck
Hans Harbeck (geboren am 15. Dezember 1887 in Eckernförde; gestorben am 18. Mai 1968 in Hamburg) war ein deutscher Lyriker, Essayist und Kabarettist.

## Leben
Harbeck studierte ab 1906 Philosophie und Kunstgeschichte in Göttingen, wo er 1907 zusammen mit Knud Ahlborn, einem Freund aus dem Hamburger Wanderverein, die Studentenverbindung Deutsche Akademische Freischar begründete, dann in München und in Kiel, wo er 1910 mit einer Arbeit über den Maler Melchior Lorichs promovierte.
Ab 1917 begann Harbeck expressionistische Lyrik zu schreiben. 1918 wurde er Dramaturg und Schauspieler an den Hamburger Kammerspielen. 1919 erschien ein erster Gedichtband (Revolution) und ab 1922 arbeitete er als freier Schriftsteller.
Außerdem trat er als Kabarettist und Conférencier auf, unter anderem in dem literarischen Kabarett Die sieben Stichlinge im Curiohaus.
1934 erteilten die Nationalsozialisten ihm Arbeitsverbot, 1944 wurde er verhaftet und kam bis 1945 in „Schutzhaft“. Die Zeit in Gefangenschaft reflektierte er 1946 in dem Gedichtband Verse aus dem Gefängnis.
Im gleichen Jahr gründete er zusammen mit Carl Bay und Dirks Paulun in Hamburg das noch heute bestehende literarische Kabarett Die Wendeltreppe, in dem er auch regelmäßig auftrat, und zu dem auch bald der noch wenig bekannte Heinz Erhardt stieß.

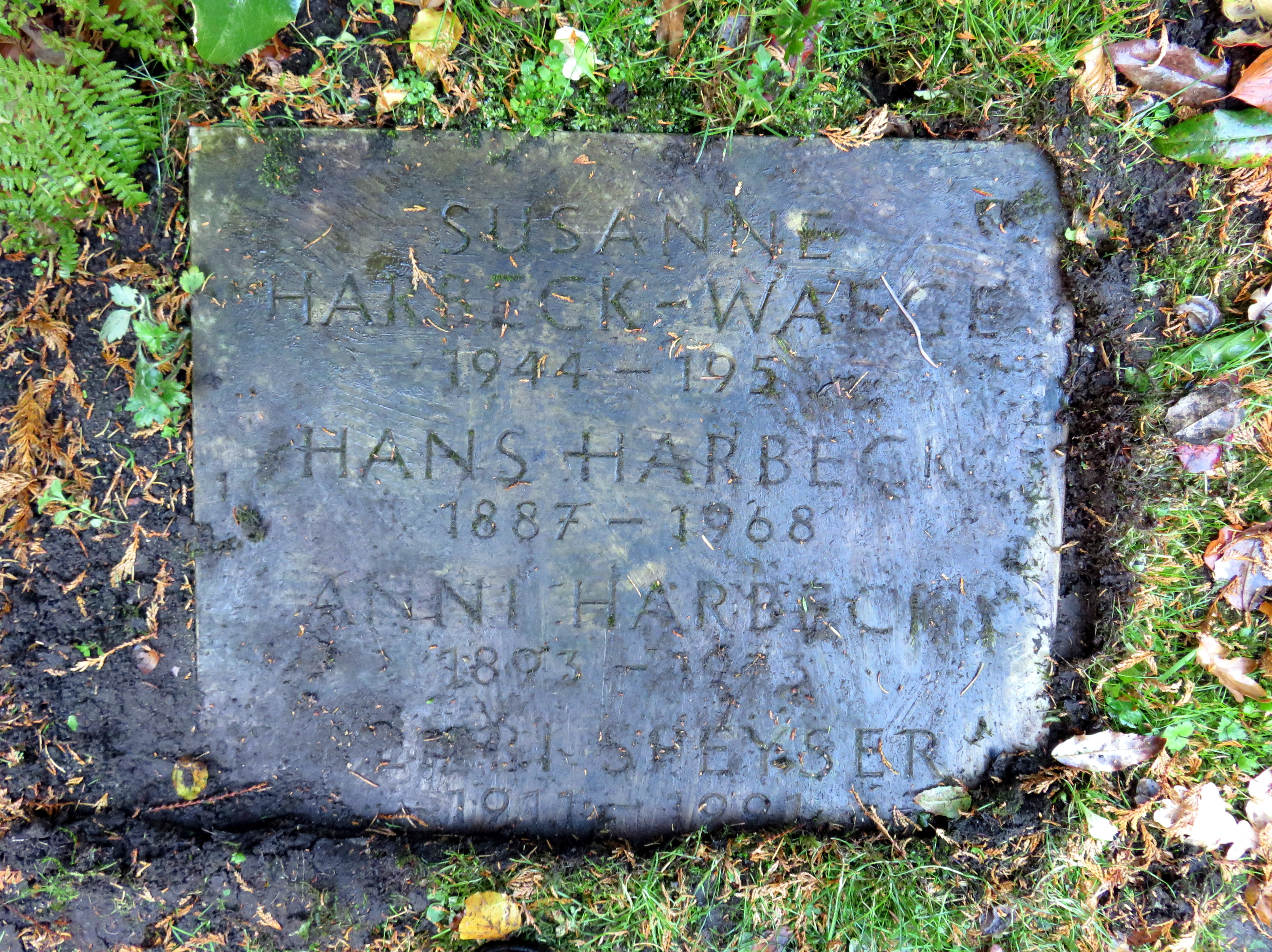
Kissenstein Hans Harbeck auf dem Friedhof Ohlsdorf

Harbeck war ein produktiver Autor zahlreicher Gedichtbände, meist heiteren Inhalts, häufig mit Anklängen an Christian Morgenstern und Joachim Ringelnatz, mit dem er befreundet war. Neben seinen lyrischen Werken verfasste er auch Reimlexika, Reiseführer und Gebrauchsliteratur wie Firmen- und Vereinschroniken und er war viele Jahre lang Herausgeber des Almanachs des Hamburger Künstlerfestes. Außerdem übersetzte er Dickens und Maupassant und war Herausgeber der Schriften von Carl Wolff und Gustav Sack.
Harbeck starb 1968 mit 81 Jahren in Hamburg. Sein Nachlass befindet sich in der Staats- und Universitätsbibliothek Hamburg.
Hans Harbeck wurde auf dem Ohlsdorfer Friedhof in Hamburg im Planquadrat Q 10 südlich der Kapelle 1 beigesetzt.

## Werke
- Melchior Lorichs. Ein Beitrag zur deutschen Kunstgeschichte des 16. Jahrhunderts. Hamburg 1911.
- Revolution. Gedichte. Dresden 1919.
- Der Vorhang. Sonette. Hamburg 1920.
- Rund um den Hund. Kunterbunte Verse. Hamburg 1921.
- Die Jungfrau. Neue Sonette. Hamburg 1923.
- Sonette an Sonja. Hamburg 1924.
- Die Kaiserin von Neufundland. Drei Akte nach Wedekinds gleichnamiger Pantomime. Frankfurt am Main 1926.
- Das Buch von Hamburg. Mit Original-Zeichnungen von Eugen Denzel, Hans Leip, Kurt Löwengard und Gabriele von Lüpwitz. Reihe Was nicht im „Baedeker“ steht. Bd. 8. München 1930. Nachdruck Leipzig 1997.
- Tumult im Tintenfaß. Hamburg 1930.
- Ein Autor fährt Auto. Hamburg 1933.
- Die Druckerei Kayser. 1833–1933. Versuch einer Chronik. Hamburg 1933.
- Der Kunstgewerbe-Verein zu Hamburg. 1886–1936. Ein Bericht. Hamburg 1936.
- Glückseliges Flötenspiel. Gedichte. Leipzig 1938.
- Verse aus dem Gefängnis. Hamburg 1946.
- Glück der Freiheit. Gedichte. Hamburg 1947.
- Leichtes Gepäck. Anekdoten, Schwänke und Kuriosa. Hamburg 1947.
- William Wilberforce, der Befreier der Sklaven. Hamburg 1948.
- Hamburger Lockbuch. 50 Jahre Hamburger Fremdenverkehr. Hamburg 1949.
- Balduin, der Sportler. Gedichte. Gezeichnet von Wolfgang Hicks. Wien & München 1953.
- Flitzbogen und Flöte. Heitere Verse. Hamburg 1953.
- Reim dich oder ich fress dich. Neues deutsches Reimlexikon. Auf Anregung und unter Mitarbeit von Georg Roos. München 1953.
- Gut gereimt ist halb gewonnen. Neues deutsches Reimlexikon. Heidenheim 1956.
- Herz im Muschelkalk. In memoriam Joachim Ringelnatz. Hamburg 1961.
- Hamburg, so wie es war. Hamburg 1966.
- Schauspieler, gezaust und gezeichnet. Mit Zeichnungen von Adolf Oehlen. Erinnerungen. Düsseldorf 1966.

als Übersetzer:
- Charles Dickens: Das Heimchen am Herde. Ein Hausmärchen. Illustrationen von Hans Wingenbach. Hamburg 1948.
- Guy de Maupassant: Yvette. Hamburg 1948.

als Herausgeber:
- Carl Wolff: Niederschläge. Verse von Wolken, Wachsbohnen und eitlen Wünschen. Aus dem Nachlaß hrsg. von Hans Harbeck. Leipzig 1938.
- Gustav Sack: Gustav Sack. Eine Einführung in sein Werk und eine Auswahl. Reihe Verschollene und Vergessene. Wiesbaden 1958.